# Battle Cry (Omen)
| Recensione        | Giudizio |
| ----------------- | -------- |
| AllMusic          | [ 3 ]    |
| Rock Hard tedesco | [ 4 ]    |

Batlle Cry è il primo album in studio del gruppo musicale epic metal statunitense Omen, pubblicato dall'etichetta discografica Metal Blade Records nel 1984.

## Il disco
Il disco è stato pubblicato in vinile nel 1984, negli Stati Uniti dalla Metal Blade Records e dalla Roadrunner Records in Europa. Prodotto da Brian Slagel, fondatore della Metal Blade, è uno degli album che ha portato gli Omen ad essere tra i gruppi di maggior successo della casa discografica californiana negli anni ottanta.
A livello musicale l'album si rifà alle sonorità della NWOBHM e le composizioni seguono gli stilemi dell'US power metal, con la presenza di cori anthemici e riff di chitarra in staccato, accompagnati da ritmiche sostenute. L'approccio sonoro è diretto e non mancano le melodie tipiche di band contemporanee quali Savatage e Metal Church. I testi trattano per lo più di elementi fantasy ed eroici, avvicinando così la band ad altri gruppi pionieri dell'epic metal, come Manowar, Manilla Road e Cirith Ungol.
Il disco è stato stampato per la prima volta in CD nel 1987, mentre nel 1996 uscì in edizione limitata e numerata. Successivamente, è stato rimasterizzato ed inserito nel cofanetto intitolato Omen pubblicato nel 2003, sempre dalla Metal Blade Records. In questo caso si tratta di un doppio disco contenente l'album più le bonus tracks Torture Me (dalla compilation Metal Massacre V) e Battle Cry (Live at San Antonio, Texas 1986), oltre ad un DVD live. Nel 2005 è anche uscita una versione in picture disc, a tiratura limitata di 500 copie, con le suddette tracce bonus. Nel 2012 è stato ristampato in CD dalla Pacheco Records su licenza della Metal Blade.
La canzone The Axeman fa parte della colonna sonora del videogioco Brütal Legend del 2009.

## Tracce
Testi e musiche di Kenny Powell - J.D. Kimball - Jody Henry, eccetto dove indicato

### Versione Standard
1. Death Rider – 3:28 (Jody Henry, J.D. Kimball)
2. The Axeman – 4:27 (J.D. Kimball, Kenny Powell)
3. Last Rites – 3:41
4. Dragon's Breath – 3:01
5. Be My Wench – 4:03
6. Battle Cry – 3:44 (Kenny Powell, J.D. Kimball)
7. Die by the Blade – 3:10
8. Prince of Darkness – 2:46
9. Bring Out the Beast – 4:10 (Kenny Powell, J.D. Kimball)
10. In the Arena – 4:05

### Versione Box Set e Picture Disc
1. Death Rider – 3:28
2. The Axeman – 4:26
3. Last Rites – 3:41
4. Dragon's Breath – 3:01
5. Be My Wench – 4:03
6. Torture Me – 3:27
7. Battle Cry – 3:43
8. Die by the Blade – 3:10
9. Prince of Darkness – 2:46
10. Bring Out the Beast – 4:10
11. In the Arena – 4:04
12. Battle Cry (Live) – 4:02

## Formazione
- Kenny Powell - chitarra, voce addizionale
- J.D. Kimball - voce
- Jody Henry - basso, voce addizionale
- Steve Wittig  - batteria